# كأس جمهورية أيرلندا 2009
كأس جمهورية أيرلندا 2009 (بالإنجليزية: 2009 FAI Cup)‏ هو الموسم 86 من كأس جمهورية أيرلندا. أقيم خلال الفترة 26 أبريل 2009 وحتى 22 نوفمبر 2009، وأشرف على تنظيمه اتحاد أيرلندا لكرة القدم، وفاز فيه Sporting Fingal F.C. ‏.